# گمینا کامینگتسا
گمینا کامینگتسا (به لهستانی:  Gmina Kamienica) یک گمینا در لهستان است که در شهرستان لیمانووا واقع شده‌است. گمینا کامینگتسا ۹۶٫۱۱ کیلومتر مربع مساحت و ۷٬۲۶۸ نفر جمعیت دارد.